# Harald Proczyk

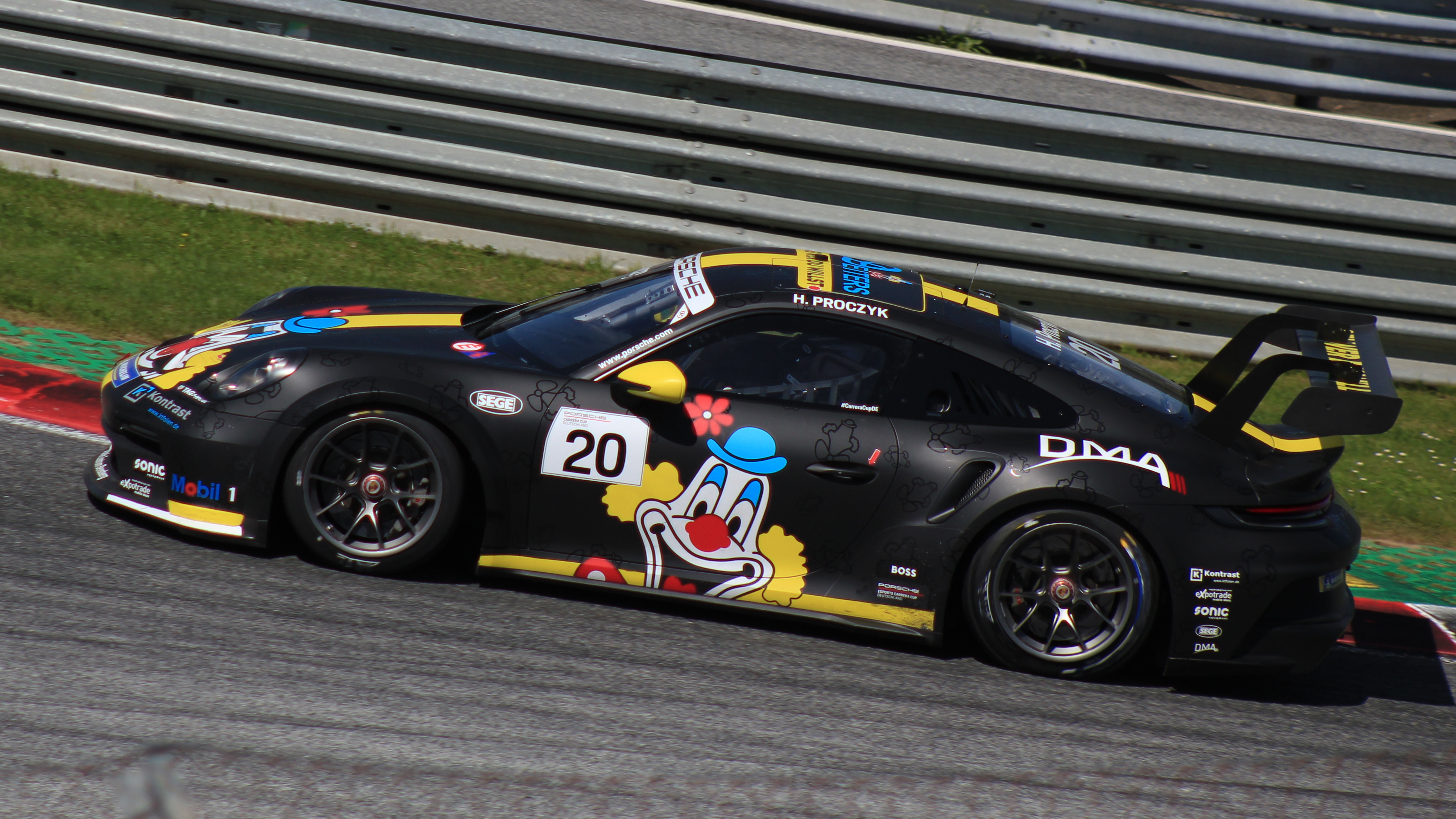
Harald Proczyk beim Rennen zum Porsche Carrera Cup Deutschland 2022 auf dem Red Bull Ring

Harald „Hari“ Proczyk (* 9. November 1975 in Knittelfeld) ist ein österreichischer Automobilrennfahrer.

## Leben
Proczyk wuchs auf in der Nähe des Österreichrings. Der ausgebildete Fahrsicherheitsinstruktor fuhr 1995 in der Formel Ford erstmals vier Rennen und feierte dabei vier Laufsiege. 1996 und 1997 bestritt er vereinzelte Rennen in der Formel Opel. 1998 wechselte er in den Tourenwagensport und feierte gleich im ersten Jahr im Citroën Saxo Cup den Vizemeistertitel in der Juniorenwertung. 1999 nahm er sowohl in der Deutschen Tourenwagen Challenge (DTC) (Citroën Xsara) als auch in der Formel König im Red Bull Juniorteam teil.
Auch im Jahr 2000 konnte er den Vizemeistertitel im Citroën Saxo Cup einfahren. 2001 fuhr er im Ford Puma Cup und im Porsche Carrera Cup, wo er bester Rookie wurde. 2002 abermals Teilnahme am Ford Puma Cup. Von 2003 bis 2006 zwei Vizemeistertitel im Ford Fiesta Cup. 2007 gewann er die Meisterschaft im Honda Civic Cup. Ebenfalls 2007 gab er in der österreichischen Rallye-Staatsmeisterschaft sein Debüt, wo er mit Beifahrer Mario Puster den siebenten Gesamtrang bei der Castrol-Rallye belegte.
Von 2007 bis 2010 nahm Proczyk an der Mini Challenge teil. Er fuhr hierbei insgesamt drei Vizemeistertitel ein.
Beim 24-Stunden-Rennen auf dem Nürburgring 2010 erreichte er auf einem BMW M3 den Klassensieg. Im Jahr 2011 stieg er mit einem Mercedes SLS AMG GT3 in das ADAC GT Masters ein und wurde mit dem 5. Gesamtrang bester Mercedes-Pilot. Auch 2012 ging er mit seinem österreichischen Teamkollegen Dominik Baumann im ADAC GT Masters an den Start und belegte den 9. Gesamtrang.
Ebenfalls 2012 nahm Proczyk an der FIA GT3 Europameisterschaft mit einem Lamborghini Gallardo teil. Trotz verspätetem Einstieg in diese Serie kletterte er mit Teamkollegen David Mengesdorf acht Mal auf das Podest und holte sich somit den dritten Gesamtrang. Wiederum auf einem Lamborghini Gallardo gab er 2013 sowohl in der FIA GT Series als auch in der Blancpain Endurance Series ordentlich Gas. Mit Teamkollegen Dominik Baumann gelangen ihm drei Laufsiege in der Pro-Am der FIA GT Series und wurde damit zum wiederholten Male Vizemeister.
2014 feierte er in der Blancpain Sprint Series  mit Teamkollegen Jeroen Bleekemolen vier Laufsiege und weitere vier Podestplätze. Mit einem Lamborghini FLII, welcher vom Grasser Racing Team eingesetzt wurde, bedeuteten diese Erfolge den dritten Gesamtrang in der Meisterschaft.
2015 gründete Harald Proczyk sein eigenes Team. Unter HP Racing setzte er einen Mercedes SLS AMG GT3 sowohl im ADAC GT Masters als auch in der 24h Series ein. Abwechselnd mit den Teamkollegen Andreas Simonsen und Bernd Schneider fuhr das neu gegründete Team drei Podestplätze ein und belegte den fünften Gesamtrang im ADAC GT Masters. Bei den 24h Series war man mit zwei dritten Plätzen sowie dem Sieg beim 24-Stunden-Rennen von Barcelona erfolgreich.
Von 2016 bis 2020 nahm Proczyk an der ADAC TCR Germany teil. In der Premierensaison fuhr er auf Anhieb auf einem Seat Leon TCR den Vizemeistertitel ein. Im darauffolgenden Jahr reichte es für den vierten Gesamtrang, ehe er 2018 auf einem Opel Astra TCR Meister der ADAC TCR Germany wurde. Dabei bestand eine Zusammenarbeit mit Kissling Motorsport. Weitere zwei Vizemeistertitel folgten in den Jahren 2019 und 2020, die er auf einem Hyundai i30 N TCR einfuhr. Besonders freute sich Proczyk im Jahr 2020 über den Gewinn der Teamwertung von HP Racing International.
2022 ging Proczyk im Porsche Carrera Cup Deutschland an den Start.